# BBC News (kênh truyền hình quốc tế)
BBC News là một kênh truyền hình quốc tế trả tiền được BBC điều hành. Đây hiện là kênh có lượng khán giả theo dõi lớn nhất thế giới với khoảng 121 triệu người xem hàng tuần trong năm 2016/2017. Các chương trình của kênh chủ yếu là các bản tin thời sự, phim tài liệu, các chương trình về phong cách sống và các chương trình phỏng vấn. 
Kênh ra mắt vào ngày 11 tháng 3 năm 1991 với tên gọi BBC World Service Television, sau đổi thành BBC World vào ngày 16 tháng 1 năm 1995, BBC World News vào ngày 21 tháng 4 năm 2008 và hiện dùng lại tên gọi cũ BBC News từ ngày 3 tháng 4 năm 2023. BBC News hiện là kênh có lượng khán giả theo dõi lớn nhất thế giới với khoảng 99 triệu người xem hàng tuần trong giai đoạn 2016-2017.
Không giống như các kênh trong nước của BBC, BBC World News được BBC Global News Ltd., một phần của nhóm công ty thương mại của BBC sở hữu và điều hành, và được tài trợ bởi doanh thu đăng ký và quảng cáo. Dịch vụ này nhắm đến thị trường nước ngoài, tương tự như CNN International, DW, NHK World và RT.
Vào tháng 4 năm 2023, hai phiên bản trong nước và quốc tế của kênh BBC News được sáp nhập lại với nhau. BBC World News trở thành một phần của hệ thống kênh BBC News tại Anh.

## Các hạ tầng khác tại Việt Nam
- VTVcab: Cáp Analog / KTS
- SCTV: Cáp Analog / KTS / DVB-T2
- VTC: KTS